# Quatre Jours de Dunkerque 1994
La 40e édition des Quatre Jours de Dunkerque a eu lieu du 3 au 8 mai 1994. La course compte sept étapes, dont deux demi-étapes constituées d'une étape raccourcie et d'un contre-la-montre, et porte sur un parcours de 1 034,9 kilomètres. La première étape, reliant en 204 kilomètres Dunkerque à Fontaine-au-Pire, est remportée par le Belge Wilfried Nelissen, qui remporte également le lendemain la deuxième étape secteur a formant une boucle de 96 kilomètres autour du Val-Joly, situé dans la commune d'Eppe-Sauvage, faisant de lui le leader du classement général durant ces deux premières étapes ; la deuxième étape secteur b, un contre-la-montre individuel de 18,4 kilomètres, est remporté par le Français Eddy Seigneur, qui prend la tête du classement général jusqu'à la fin de la course ; la troisième étape, reliant Cambrai à Boulogne-sur-Mer en 201,3 kilomètres, l'est par l'Allemand Olaf Ludwig, tandis que l'étape suivante, de Saint-Martin-Boulogne à Dunkerque en 161 kilomètres, l'est par son compatriote Andreas Kappes ; la cinquième étape, reliant Lille à Cassel en 184,1 kilomètres, l'est par le Français Emmanuel Magnien ; enfin, la sixième étape, 170 kilomètres formant une boucle autour de Dunkerque, est remportée par le Néerlandais Jeroen Blijlevens, tandis qu'Eddy Seigneur remporte le classement général.

## Étapes
| \| Dunkerque Eppe- · Sauvage Cambrai Boulogne-sur-Mer Saint-Martin · -Boulogne Lille Cassel \| Carte des villes accueillant les départs et les arrivées. |
| Dunkerque Eppe- · Sauvage Cambrai Boulogne-sur-Mer Saint-Martin · -Boulogne Lille Cassel                                                                 |

L'édition 1994 des Quatre Jours de Dunkerque est divisée en sept étapes réparties sur six jours, le deuxième comprend deux demi-étapes, dont un contre-la-montre individuel après une demi-étape raccourcie. Le Val-Joly est situé sur la commune d'Eppe-Sauvage.
| Étape,    | Date  | Villes étapes                     |                             | Distance (km) | Vainqueur d’étape | Leader du classement général |
| --------- | ----- | --------------------------------- | --------------------------- | ------------- | ----------------- | ---------------------------- |
| 1re étape | 3 mai | Dunkerque - Fontaine-au-Pire      |                             | 204           | Wilfried Nelissen | Wilfried Nelissen            |
| 2ea étape | 4 mai | Val-Joly - Val-Joly               |                             | 96            | Wilfried Nelissen | Wilfried Nelissen            |
| 2eb étape | 4 mai | Val-Joly - Val-Joly               | Contre-la-montre individuel | 18,4          | Eddy Seigneur     | Eddy Seigneur                |
| 3e étape  | 5 mai | Cambrai - Boulogne-sur-Mer        |                             | 201,3         | Olaf Ludwig       | Eddy Seigneur                |
| 4e étape  | 6 mai | Saint-Martin-Boulogne - Dunkerque |                             | 161           | Andreas Kappes    | Eddy Seigneur                |
| 5e étape  | 7 mai | Lille - Cassel                    |                             | 184,1         | Emmanuel Magnien  | Eddy Seigneur                |
| 6e étape  | 8 mai | Dunkerque - Dunkerque             |                             | 170,1         | Jeroen Blijlevens | Eddy Seigneur                |

## Classement général
| Classement général final, | Classement général final, | Classement général final, | Classement général final, | Classement général final, |
|                           | Coureur                   | Pays                      | Équipe                    | Temps                     |
| ------------------------- | ------------------------- | ------------------------- | ------------------------- | ------------------------- |
| 1er                       | Eddy Seigneur             | France                    | Gan-Lemond                | en 27 h 3 min 38 s        |
| 2e                        | Olaf Ludwig               | Allemagne                 | Telekom-Merckx            | + 28 s                    |
| 3e                        | Andreï Tchmil             | Belgique                  | Lotto-Vetta-Caloi         | + 44 s                    |
| 4e                        | Thierry Marie             | France                    | Castorama-Maxisport       | + 48 s                    |
| 5e                        | Emmanuel Magnien          | France                    | Castorama-Maxisport       | + 1 min 6 s               |
| 6e                        | Alexander Gontchenkov     | Ukraine                   | Lampre-Panaria            | + 1 min 9 s               |
| 7e                        | Dominique Arnould         | France                    | Castorama-Maxisport       | + 1 min 13 s              |
| 8e                        | Richard Virenque          | France                    | Festina-Lotus             | m.t                       |
| 9e                        | Frank Vandenbroucke       | Belgique                  | Lotto-Vetta-Caloi         | + 1 min 14 s              |
| 10e                       | Johan Capiot              | Belgique                  | TVM-Bison-Gazelle         | + 1 min 23 s              |
| modifier                  |                           |                           |                           |                           |